# Saudade FM
Saudade FM é uma emissora de rádio brasileira concessionada em Cubatão, porém sediada em Santos, ambas cidades do estado de São Paulo. Opera no dial FM, na frequência 99.7 MHz, pertencente à Empresa de Comunicação PRM, do qual também fazem parte as rádios Cultura e Mix FM Santos, além da VTV. A emissora foi fundada em 6 de dezembro de 2007, inicialmente sob parceria com a Fundação Victório Lanza, mantida pela Unimonte (Universidade Monte Serrat, de Santos).

## História

Logotipo usado antes da troca de frequência no FM.

A rádio iniciou suas transmissões experimentais em maio de 2007, inaugurando a frequência 100.7 MHz, pertencente à Fundação Victório Lanza, mantida pela Unimonte (Universidade Monte Serrat de Santos). A programação inicial transmitia apenas músicas, sem qualquer identificação, e sua seleção chamava atenção pela mistura de canções clássicas dos anos 1950 até os anos 2000, combinando sucessos de artistas como Frenéticas, Elton John, Wanderléa, Bee Gees, Sidney Magal, Celly Campelo e Benito di Paula, além de diversas versões de "Ave Maria no Morro". A Saudade FM foi inaugurada em definitivo no dia 1º de novembro de 2007. No começo das operações, a emissora realizou diversos investimentos em tecnologia, principalmente nas plataformas digitais, sendo a primeira emissora de Santos a transmitir via satélite.
Em 2010, a emissora expandiu sua marca lançando uma afiliada na cidade de Lapa, no estado do Paraná, na frequência 90.9 FM, em parceria com a Fundação Nova Campo Largo. O projeto ficou no ar até o final de abril de 2011. Em setembro de 2015, a emissora passou a transmitir na frequência AM 930 kHz da  Rádio Cultura, que por alguns dias transmitiu a Rede do Bem FM em conjunto com a Cultura FM. Essa transmissão durou até abril de 2017, quando a emissora iniciou a migração para o dial FM.
Em 1º de fevereiro de 2017, a Saudade FM passou a ser transmitida na frequência FM 99.7 MHz, substituindo a CBN Santos, após fechar acordo com o Grupo Alvorada de Comunicação. A mudança de frequência teve como objetivo a expansão de suas operações como rádio comercial, uma vez que a frequência 100.7 MHz é de caráter educativo e seus comerciais iam ao ar sob o formato de "apoio cultural". A parceria com o Grupo Alvorada tinha duração inicial de 4 anos e, provisoriamente, a Saudade FM iria operar simultaneamente em duas frequências até consolidar o público. Em 31 de maio de 2017, a emissora deixou a frequência 100.7 e passou a operar somente na frequência do Grupo Alvorada.
Em 19 de agosto de 2022, a Saudade FM passou a ser transmitida pelo satélite Embratel Star One D2, na banda Ku.